# هاينز-غنثر ليمان
هاينز-غنثر ليمان (بالألمانية: Heinz-Günther Lehmann)‏ (6 مارس 1923 – 24 يونيو 2006) هو سبّاح ألماني راحل، مثّل بلاده في الألعاب الأولمبية الصيفية 1952.

## روابط خارجية
هاينز-غنثر ليمان على موقع الاتحاد الدولي للسباحة (الإنجليزية)
- هاينز-غنثر ليمان على موقع أوليمبيديا (الإنجليزية)